# Divnice
Divnice jsou vesnice, část města Slavičín v okrese Zlín. Nachází se asi 2,5 km na východ od Slavičína. Je zde evidováno 110 adres. Trvale zde žije 316 obyvatel.
Divnice je také název katastrálního území o rozloze 7,3 km2.

## Název
Na vesnici bylo přeneseno původní pojmenování jejích obyvatel Divnici, které bylo odvozeno od osobního jména Diven (v jehož základu bylo přídavné jméno divý - "divoký") a znamenalo "Divnovi lidé".

## Historie
První písemná zmínka o obci pochází z roku 1379.

## Pamětihodnosti
- Zámek s parkem
- Socha sv. Jana Nepomuckého
- Sloup se sochou P. Marie a souborem soch
- Evangelický hřbitov v Divnicích